# Liebfrauenkirche (Trier)
Koordinaten: 49° 45′ 21″ N, 6° 38′ 35″ O
Die Liebfrauenkirche in Trier befindet sich unmittelbar neben dem Trierer Dom im Zentrum der Stadt. Sie gilt zusammen mit der Elisabethkirche in Marburg als älteste gotische Kirche in Deutschland und als bedeutendster und frühester gotischer Zentralbau des Landes.

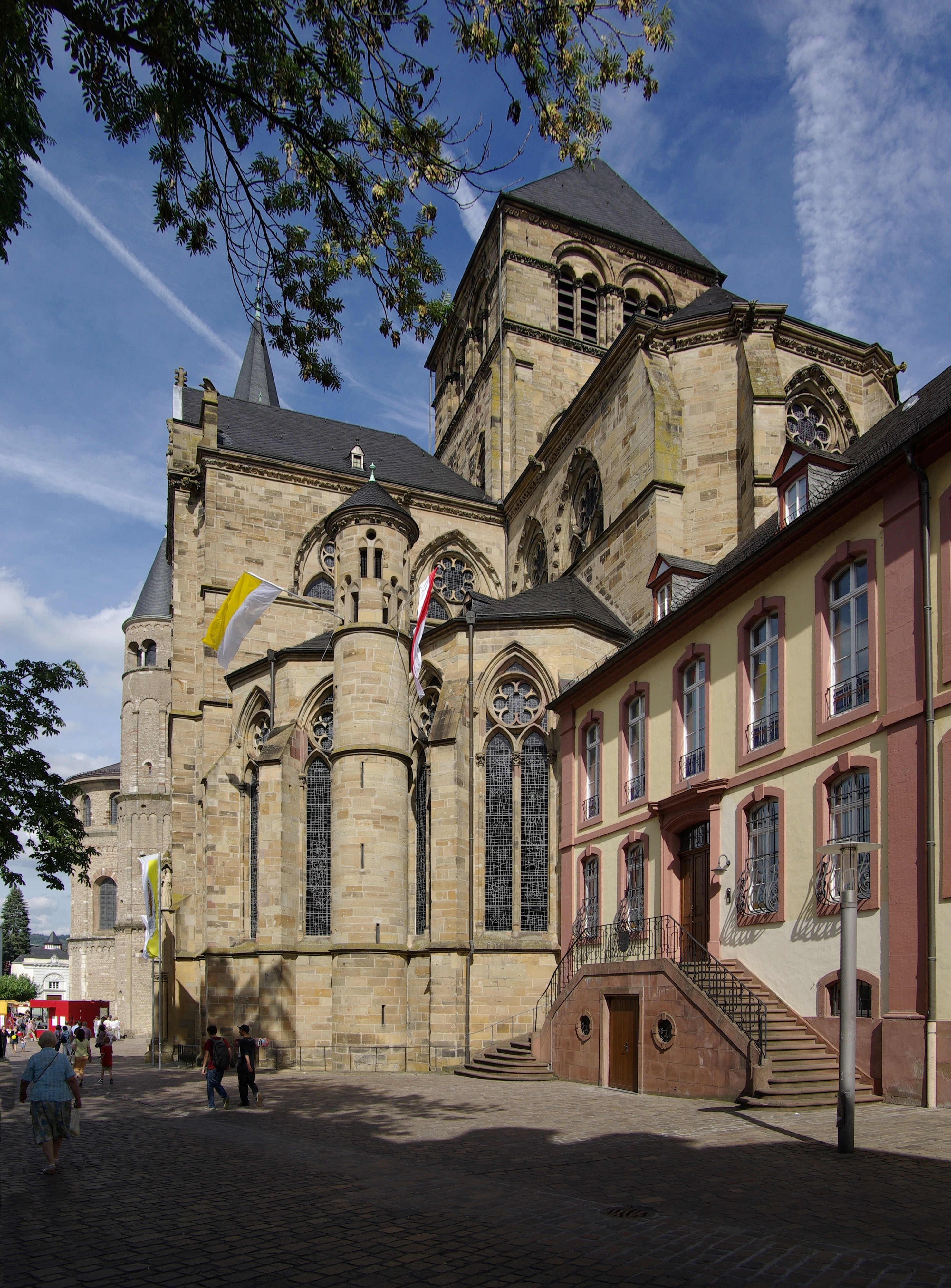
Blick auf den südlichen und westlichen Kreuzarm

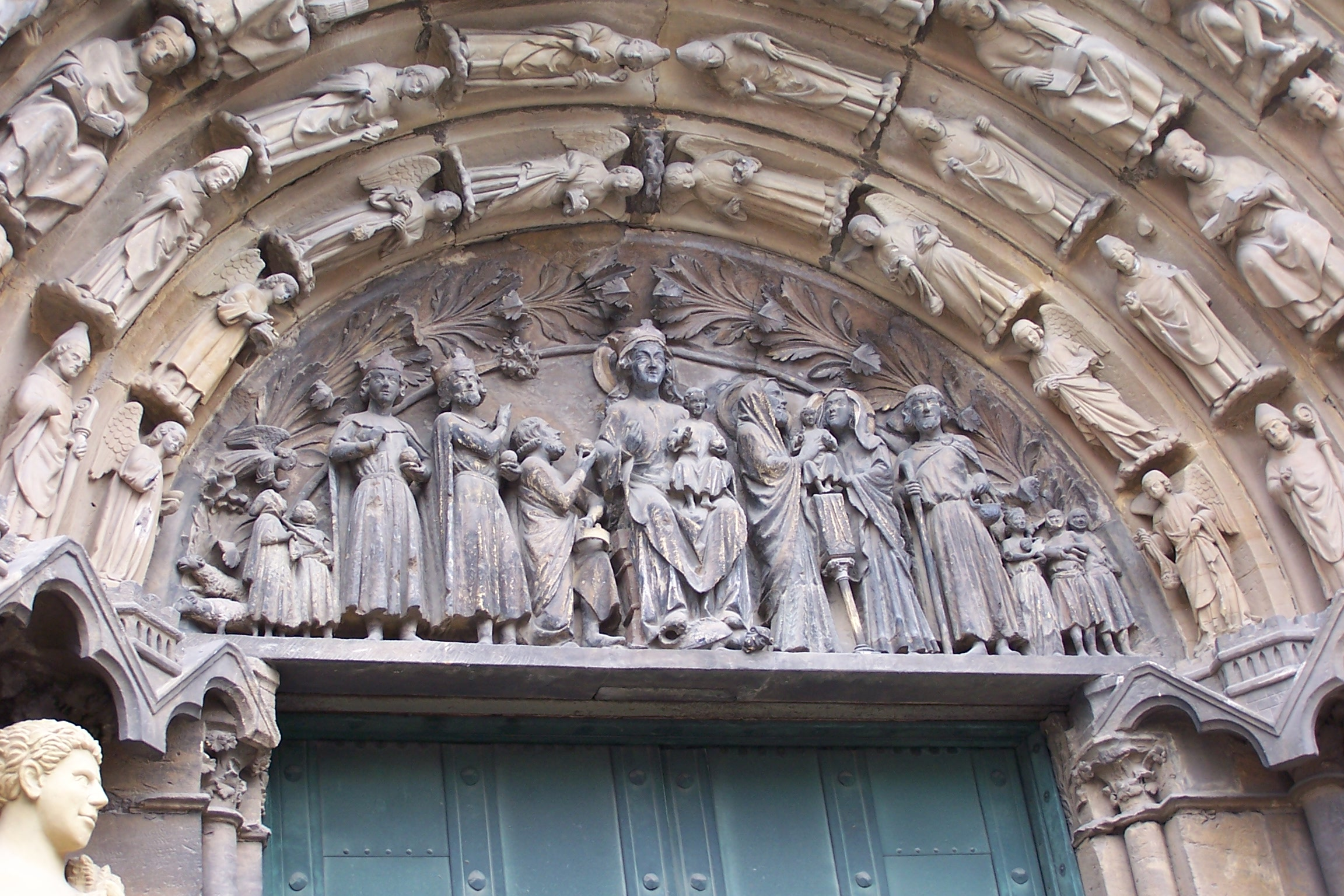
Mariendarstellung im Tympanon über dem Portal

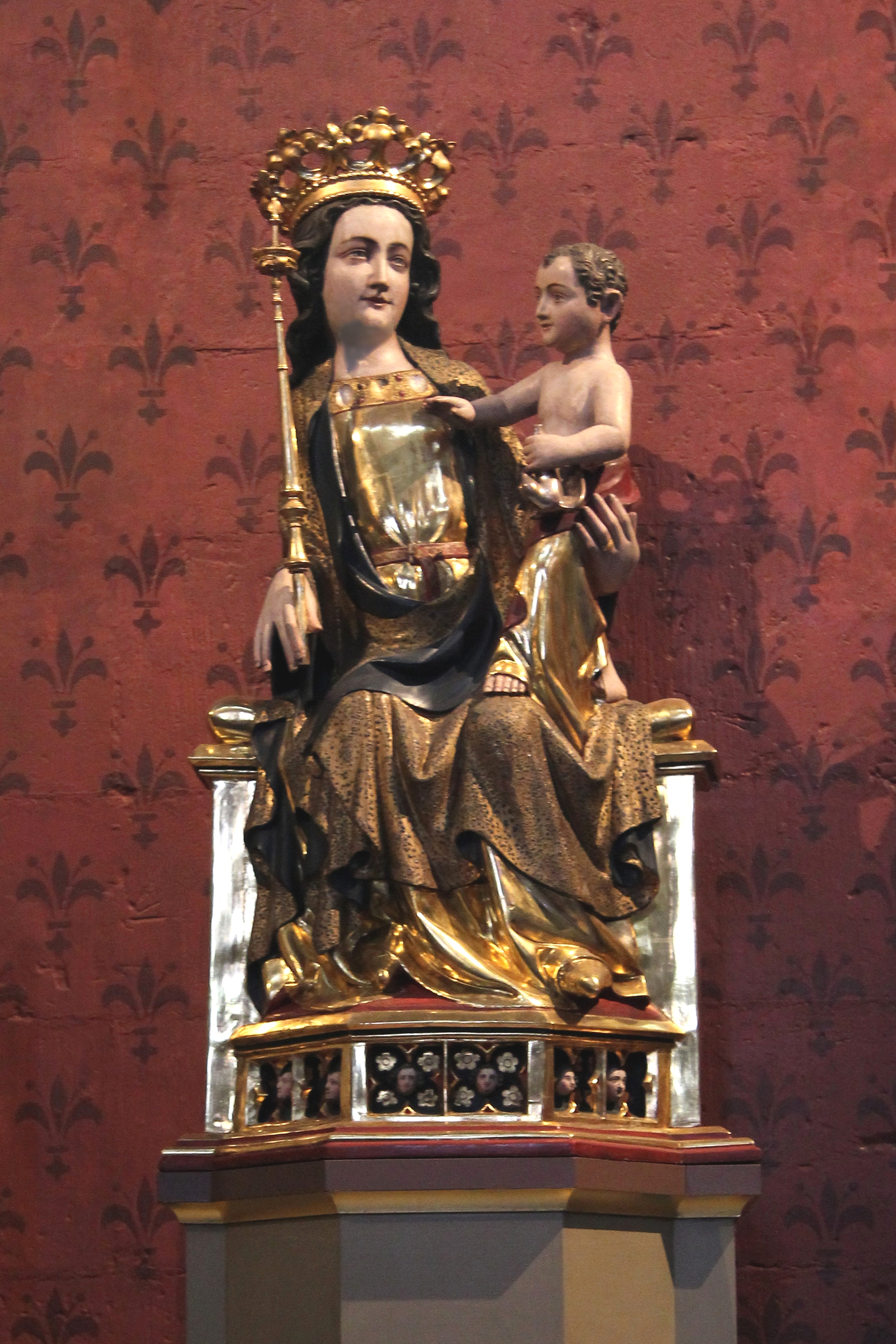
Madonna, 14. Jh.

Grundriss

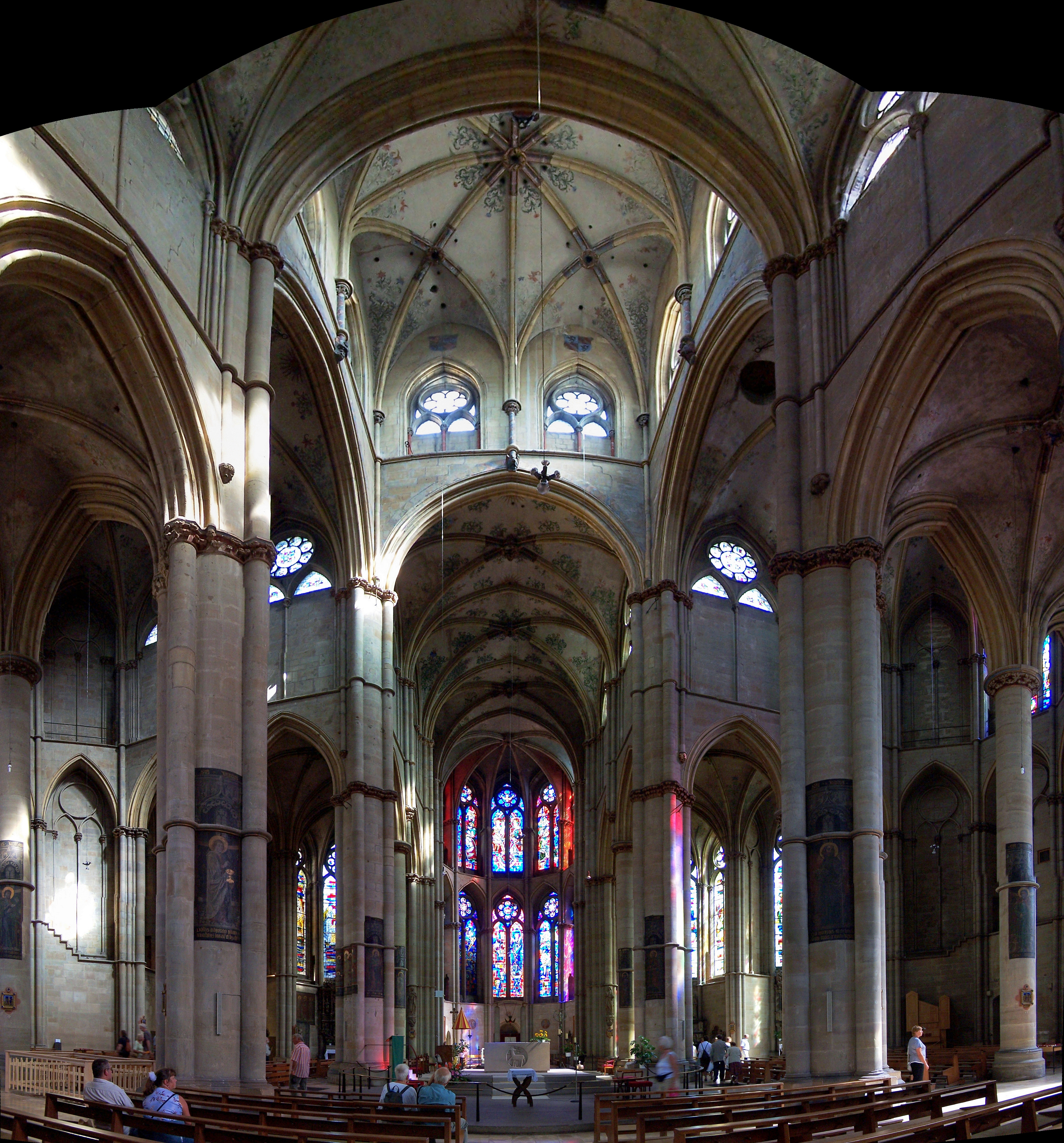
Innenansicht – Zustand vor der Renovierung

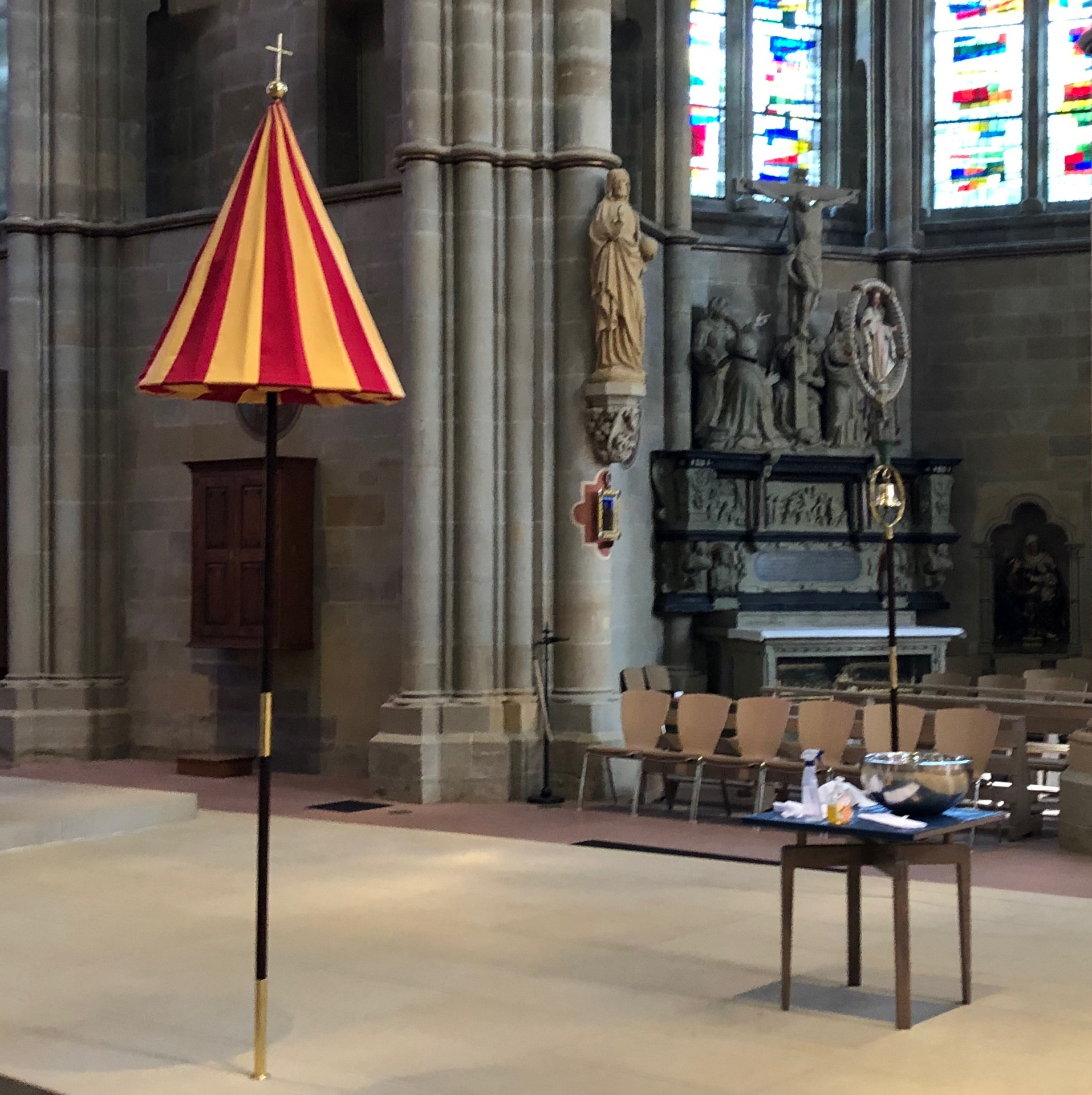
Tintinnabulum und Conopeum (Zeichen einer Basilika Minor)

Seit 1986 ist die Liebfrauenkirche Teil des UNESCO-Welterbes Römische Baudenkmäler, Dom und Liebfrauenkirche in Trier.

## Geschichte

### Entstehungszeit und Mittelalter
Nachdem die antike Doppelkirchenanlage aus der Zeit Kaiser Konstantins des Großen nach tausend Jahren wegen Baufälligkeit abgebrochen werden musste, begann Erzbischof Theoderich von Wied mit dem Bau der Kirche. Hierbei wurden teilweise die Fundamente der Vorgängerkirche benutzt. Das genaue Datum des Baubeginns lässt sich nicht mehr ermitteln, eine gemalte (später entstandene) Inschrift im Innern auf einer Säule lautet: „Der bau dieser Kirche ward angefangen im Jahr 1227 und geendigt im Jahr 1243“, jedoch geht man heute von einem Baubeginn um 1230 aus. Am Bau waren Baumeister und Künstler aus der Champagne und Île de France des 13. Jahrhunderts maßgeblich beteiligt. Dadurch kamen gotische Elemente zum Tragen. Die Gotik war die beherrschende architektonische Idee dieser Zeit und in Frankreich bereits hochentwickelt. Das Bauwerk gehört damit zu den frühesten deutschen Zeugnissen der Gotik und ist außerdem einer der seltenen Zentralbauten dieser Zeit. Der Grundriss beruht auf Quadraten, aus denen nur der Chor herausragt und die von acht Kapellen umgeben sind. Zwölf Säulen tragen das Gebäude, Symbol der zwölf Apostel.
Die Hälfte war bis etwa 1243 vollendet, dann allerdings gingen dem Kapitel von Liebfrauen die finanziellen Mittel aus. Das könnte mit dem Tod des Erzbischofs Theoderich zusammenhängen, da er als Förderer anzusehen ist. Erst nach einer Kollekte in der Diözese Köln im Jahr 1243, von Erzbischof Konrad von Hochstaden genehmigt und in einem Ablassbrief favorisiert, konnte der Bau der Liebfrauenkirche fortgesetzt werden. In dieser Urkunde wird die Kirche bereits als „Mutterkirche“ aller Kirchen der Trierischen Provinz bezeichnet. Etwa um 1260 wurde der Bau wohl beendet. Im Jahr 1492 wurde auf dem Vierungsturm eine hohe Spitze aufgesetzt, die wegen ihres hohen technischen und handwerklichen Vollendungsgrades als Daedali arte (mit der Kunst des Daedalus) bezeichnet wurde. Die hohe Spitze ist auf alten Stadtansichten zu sehen, wurde jedoch bei einem Sturm am Heimsuchungstag (2. Juli) im Jahr 1631 zerstört. Darauf wurde ein Walmdach aufgesetzt, das im Zweiten Weltkrieg verbrannte. Schon 1945 konnte ein neues aufgesetzt werden, dessen Stahldachstuhl 2003 so umgebaut wurde, dass es wieder dem Vorkriegszustand entspricht.
In die Entstehungszeit Mitte des 13. Jahrhunderts darf wahrscheinlich der reiche Figurenschmuck der Westfassade und insbesondere des Westportals datiert werden. Das Tympanon zeigt in der Mitte die thronende Madonna mit dem Jesuskind, die Füße auf den das Böse symbolisierenden Drachen gesetzt. Links im Bild zu ihrer Rechten huldigen die Heiligen Drei Könige, die Weisen aus dem Morgenland, dem Kind, und ganz links sind die Hirten dargestellt, die als Erste von der Geburt des Erlösers erfuhren. Die Szenen rechts zeigen die Darstellung Jesu im Tempel und den Kindermord von Bethlehem. Die Bogenläufe enthalten Engelsfiguren mit liturgischen Geräten, darüber Figuren von Bischöfen, Kirchenlehrern, musizierenden Königen und Figuren der klugen und der törichten Jungfrauen aus dem Hochzeits- und Gerichtsgleichnis des Evangeliums (Mt 25,1–13 ).
Das vielleicht am meisten ansprechende Kunstwerk im Innern der Kirche ist eine thronende Madonna mit Kind in der letzten Kapelle links nach Osten. Es ist eine aus Holz geschnitzte Skulptur aus der Mitte des 14. Jahrhunderts auf einem neugotischen Altar. Sie soll aus der Gegend von Ahrweiler stammen.
Die Liebfrauenkirche wurde von den Mitgliedern des Domkapitels genutzt, um ihre tägliche Messe zu lesen, und diente ihnen außerdem als Grabkirche. Dies führte dazu, dass sie im Laufe der Jahrhunderte mit Gräbern regelrecht überladen wurde. Im Zuge der französischen Revolution wurden die meisten dieser Gräber entfernt. Eine Reihe von bedeutenden Grabdenkmälern ist jedoch bis heute in der Kirche erhalten, andere wie das Grabmal des Erzbischofs Jakob I. von Sierck oder des Domdechanten Christoph von Rheineck befinden sich heute in Trierer Museen.

### 19. Jahrhundert
Nach der Besetzung Triers durch die französischen Revolutionstruppen im Jahr 1794 wurde Liebfrauen 1803 organisatorisch und liturgisch vom Dom getrennt. Zuvor bestand eine enge Beziehung zwischen dem Dom und Liebfrauen. Im Laufe eines Jahres führten zahlreiche Prozessionen vom Dom aus in die Liebfrauenkirche hinein; dazu gibt es einen Durchgang, der die beiden Kirchen miteinander verbindet. Einer Trierer Überlieferung zufolge sollte die Liebfrauenkirche abgerissen werden, jedoch habe der Trierer Bürgermeister Napoleon anlässlich seines Besuches in Trier auf den Balkon des gegenüberliegenden Palais Kesselstatt geführt und zu ihm gesagt: „Sire, Sie wollen doch wohl nicht das Meisterwerk eines französischen Architekten abreißen“. Jedenfalls wurde die in der Nähe gelegene Kirche St. Laurentius, die sich unmittelbar an der Konstantinbasilika befand, abgerissen und die Pfarrei erhielt den Namen „Unserer Lieben Frauen und Sankt Laurentius“. Als äußeres Zeichen der Trennung wurde das Portal zwischen dem von Dom und Liebfrauen gemeinsam als Durchgang genutzten Paradies auf Seiten des Domes zugemauert und das Paradies als Sakristei für Liebfrauen genutzt. Anlässlich der Heilig-Rock-Wallfahrt 1959 wurde das Portal wieder geöffnet, danach mit einer Brettertüre verschlossen und nach der Domrestaurierung mit einem neuen Holzportal versehen, so dass heute wieder eine gemeinsame Nutzung möglich ist.
Von 1859 mit Unterbrechungen bis in die 1890er Jahre hinein fand eine umfangreiche Restaurierung statt. Dabei wollte man den mittelalterlichen Zustand der Kirche möglichst wiederherstellen. Dementsprechend ersetzte man einige barocke Ausstattungsstücke durch neugotische, unter anderem wurde ein Hochaltar nach Entwurf des Kölner Dombaumeisters Vinzenz Statz aufgestellt und darüber zwei Altarbilder der Historienmaler Bruno Ehrich und Wilhelm Döring. Über dem Westportal wurde eine neugotische Orgelempore eingebaut und die Fenster erhielten eine neue, farbige Verglasung.

### Nach dem Zweiten Weltkrieg
Im Zweiten Weltkrieg erlitt die Liebfrauenkirche schwerste Zerstörungen und wurde von 1946 bis 1951 wiederhergestellt. Neben den Dächern mussten vor allem große Teile des Mauerwerks, die Fenstermaßwerke und viele Skulpturen am Außenbau erneuert werden; bei den Wiederherstellungsarbeiten entdeckte man in einem der Treppentürme einen eingemeißelten Grundriss aus der Erbauungszeit der Kirche. Die nach einem Architektenwettbewerb verwirklichte Gestaltung mit zentraler Lage des Altares wurde von dem Architekten Rudolf Schwarz geplant und nahm Leitlinien des Zweiten Vatikanischen Konzils vorweg. Im Zuge der Neugestaltung wurden einige auch nach der Kriegszerstörung noch erhaltene Ausstattungsstücke des 19. und frühen 20. Jahrhunderts entfernt, z. B. der Hochaltar. Als Ersatz für die zerstörten Glasfenster aus den 1860er Jahren wurden neue nach Entwurf von Jacques Le Chevallier und Alois Stettner eingesetzt. Das Tabernakel sowie der Baldachin darüber wurden vom Kölner Künstler Hein Wimmer gestaltet und ausgeführt, ebenso ein Hängekreuz mit Corpus, welches nicht mehr im Kirchenraum vorhanden ist.
Scherben der im Zweiten Weltkrieg zerstörten alten Glasfenster sammelte der amerikanische Militärkaplan Frederick McDonald am 8. März 1945 ein, als er Trier besuchte. Unter Verwendung dieser Scherben entstand 2003 nach dem Tod McDonalds ein Glasbild, das Teil der Ausstellung des Kunstprojekts „Remembered Light: Glass Fragments from World War II, the McDonald Windows“. Das von dem in Trier geborenen und aufgewachsenen amerikanischen Glaskünstler Peter Eichhorn geschaffene Bild zeigt Frederick McDonald im Inneren der verwüsteten Kirche, soll an den Frieden mahnen und wird dauerhaft in der Main Post Chapel des Interfaith Center at the Presidio in San Francisco zu sehen sein.
Die Liebfrauenkirche erhielt vom Papst 1951 die Auszeichnung Basilica minor. Anlass dafür war die Neugestaltung des Altarraumes nach dem Krieg, bei der der Altar in die Mitte der Kirche gestellt wurde. Im Jahr 1986 wurde die Kirche zusammen mit dem Trierer Dom sowie den römischen Kulturdenkmälern in Trier und Umgebung von der UNESCO in die Liste des Welterbes aufgenommen.
1992 konnten die heute in Museumsbesitz befindlichen Skulpturen des Westportals als Abgüsse wieder an ihrem alten Standort angebracht werden; die schon seit langem verlorenen Stücke wurden durch Neuschöpfungen der Bildhauer Theo Heiermann, Elmar Hillebrand und Guy Charlier ersetzt. Am linken Gewände neben Petrus und Adam steht Ecclesia, eine mittelalterliche allegorische Gestalt mit dem Kreuz als Zeichen des Christentums und dem Kelch als Zeichen für den neuen Bund. Synagoge, die Figur ihr gegenüber, verkörpert die einstige Einstellung zum Judentum. Mit verbundenen Augen wendet sie sich von Johannes und seinem Evangelium ab. In der rechten Hand hält sie die Gesetzestafeln, in der linken ein zerbrochenes Zepter als Zeichen der Vorherrschaft des Christentums. Die neue Petrusstatue von Heiermann trägt als Attribut nicht die üblichen Schlüssel, sondern ein Fischernetz, entsprechend dem Lukasevangelium (Lk 5,6–10 ). Für die Gestaltung der neuen Skulpturen war ein Gremium verantwortlich, das unterschiedlichste und präziseste Wünsche an die Künstler herantrug. Zur Eva-Figur von Charlier gab es in der Entstehungsphase zum Beispiele Einwände bezüglich der Nase, die einem der Mitglieder etwas zu spitz schien, das Gesäß sollte graziler ausfallen und das über die Schulter fallende Haar glatter gestaltet werden.
In den Jahren 2024/25 kam Kritik auf, die die Ausführung der Figuren und ihre Anordnung, vor allem aber die Gestaltung von Synagoge, der allegorischen Darstellung des Judentums, betrifft. Beanstandet wurde. Beanstandet wurde, dass Synagoge als blind und geschwächt erscheint. Bemängelt wurden außerdem die Nachbildungen der in Museum erhaltenen alten Statuen, die aus Beton gegossen wurden.
Nach über dreijähriger aufwendiger Restaurierung zwischen Juli 2008 und September 2011 wurde die Liebfrauenkirche am 4. September 2011 wiedereröffnet. Bei der Restaurierung konnte die ursprüngliche Farbfassung des Inneren ermittelt werden; sie wurde in einer der Kapellen an einer Fensterachse zur Demonstration rekonstruiert. Auch die bedeutenden Ausstattungsstücke aus dem 17. bis 20. Jahrhundert, die teilweise noch Schäden aus der Kriegszeit aufwiesen, wurden sorgfältig instand gesetzt. An der Altarinsel wurden kleinere Veränderungen vorgenommen, die die Witwe des Architekten Rudolf Schwarz, Maria Schwarz, ausführte. Die neuen Glasfenster im sogenannten Paradies wurden 2011 von dem Soester Künstler Jochem Poensgen gestaltet.

## Orgel
Bis zum Zweiten Weltkrieg stand in der Liebfrauenkirche auf einer neugotischen Empore über dem Westportal eine Orgel aus dem Jahre 1843, die von dem Orgelbauer Heinrich Wilhelm Breidenfeld erbaut worden war. Das Instrument hatte 32 Register auf zwei Manualen und Pedal. Dieses Instrument wurde im Zweiten Weltkrieg so schwer beschädigt, dass es nicht mehr repariert werden konnte. Nach Kriegsende begann die Planung einer neuen Orgelanlage, für die auch ein neuer Standort gesucht werden musste, da die neugotische Empore bei der Wiederherstellung der Kirche entfernt worden war. Vorgesehen war eine Hauptorgel an der Südseite des Kirchenraumes, zu ebener Erde, als mehrstöckiges Instrument, und eine zweiteilige Chororgel. Die Hauptorgel wurde nicht vollendet, nur Teile der Unterkonstruktion wurden ausgeführt und standen jahrzehntelang unfertig in der Kirche, bis sie bei der letzten Restaurierung der Liebfrauenkirche wieder abgebaut wurden. Aber auch die vorgesehene Chororgel konnte nur teilweise ausgeführt werden: Sie wurde 1951 mit 15 Registern auf zwei Manualen und Pedal (Kegelladen) eingeweiht. Der frei stehende Spieltisch war allerdings bereits dreimanualig angelegt, um die geplante Hauptorgel anbinden zu können. Im Zuge der Innenrenovierung 2011 wurde die Orgel restauriert und erhielt einen zweimanualigen Spieltisch. Dieser ist nun über das kircheninterne Netzwerk mit der zweiteiligen Orgel verbunden und kann dadurch an unterschiedlichen Stellen in der Kirche aufgestellt werden.
| I Hauptwerk C–g3 |                 |    |
| 1.               | Hohlflöte       | 8′ |
| 2.               | Salicional      | 8′ |
| 3.               | Principal       | 4′ |
| 4.               | Gemshorn        | 2′ |
| 5.               | Sesquialtera II |    |
| 6.               | Mixtur III-IV   |    |

| II Positiv C–g3 |                |    |
| 7.              | Spitzgedackt   | 8′ |
| 8.              | Blockflöte     | 4′ |
| 9.              | Principal      | 2′ |
| 10.             | Scharff II-III |    |
| 11.             | Krummhorn      | 8′ |

| Pedal C–f1 |               |     |
| 12.        | Untersatz     | 16′ |
| 13.        | Principalbass | 8′  |
| 14.        | Gedacktbass   | 8′  |
| 15.        | Quintadena    | 4′  |

- Koppeln:
  - Normalkoppeln: II/I, I/P, II/P
  - Suboktavkoppeln: II/I, II/II
- Spielhilfen: II. Äquallage Ab, Registerfessel

## Glocken
Kurze Zeit, nachdem der Trier Dom 1951 sein neues Domgeläut erhalten hatte, goss die Glockengießerei Otto aus Bremen-Hemelingen ein vierstimmiges Bronzeglockengeläut für die Liebfrauenkirche. Die Glocken haben folgende Schlagtöne: a′ – h′ – cis′′ – e′′. Die Durchmesser sind 943 mm, 840 mm, 748 mm, 629 mm. Sie wiegen 510 kg, 360 kg, 260 kg, 160 kg.

## Weitere Ansichten

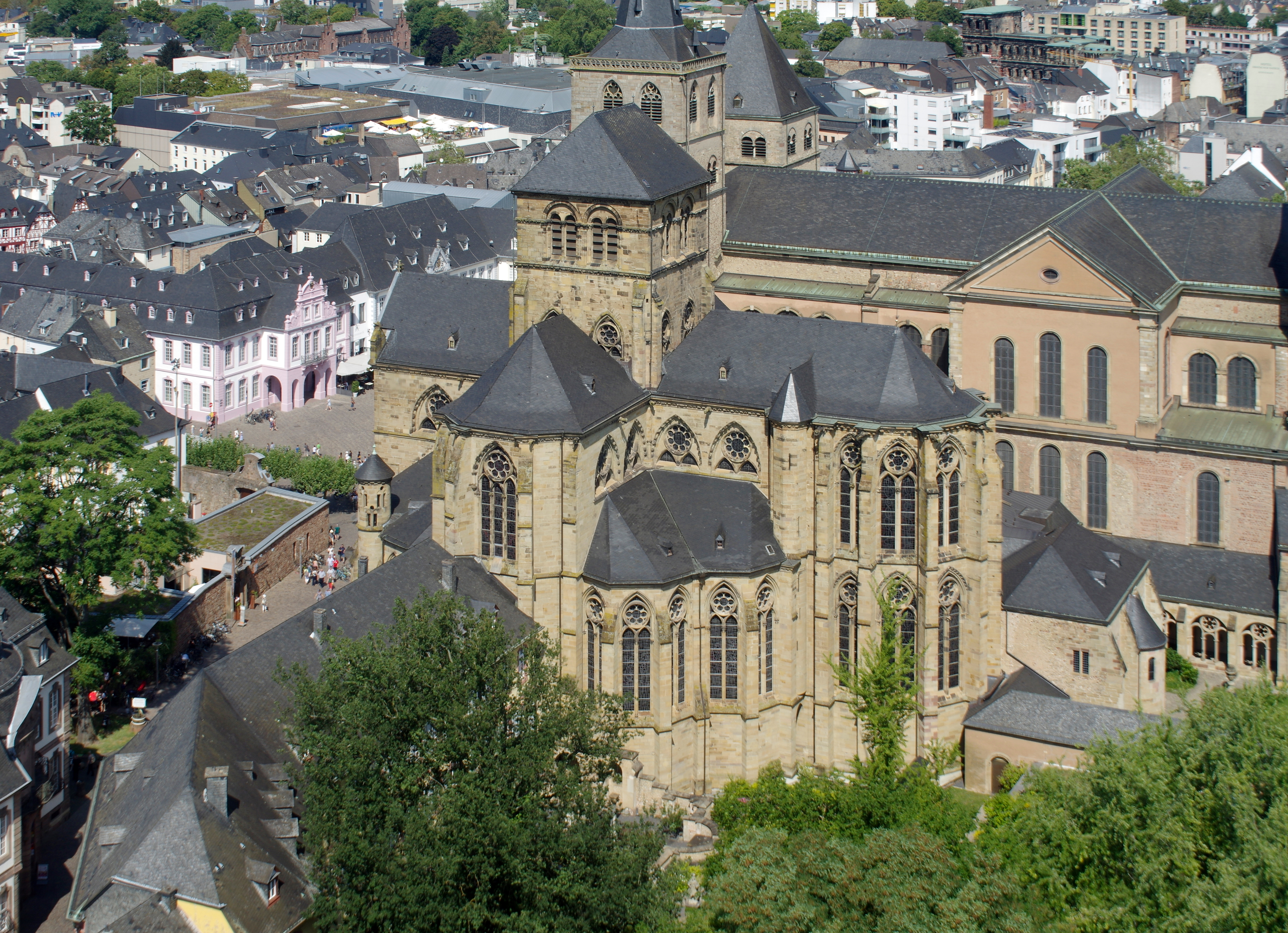
Luftansicht von Südosten (2019).
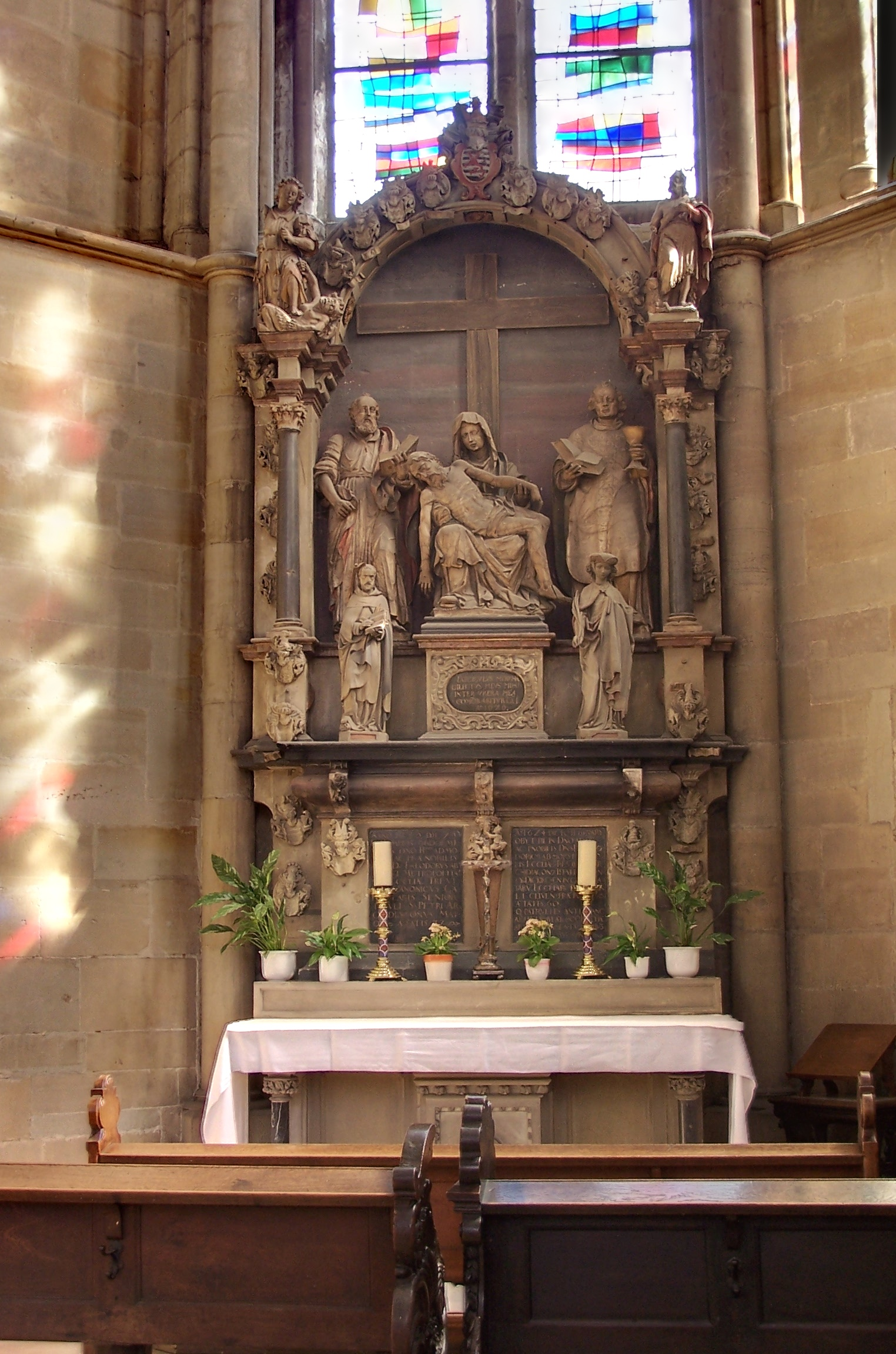
Grabaltar von Theodor und Theoderich von Horst
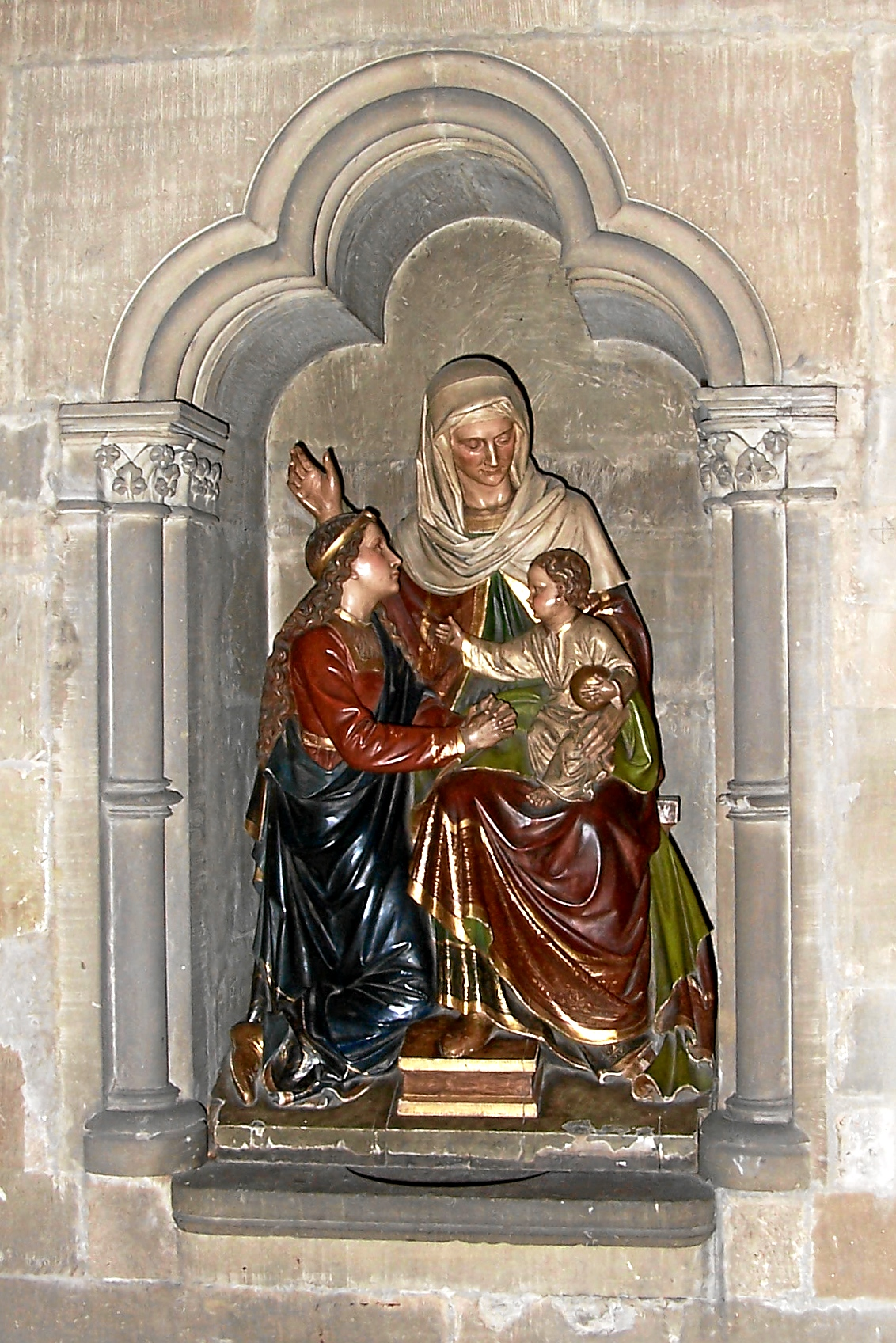
Anna selbdritt im Innern
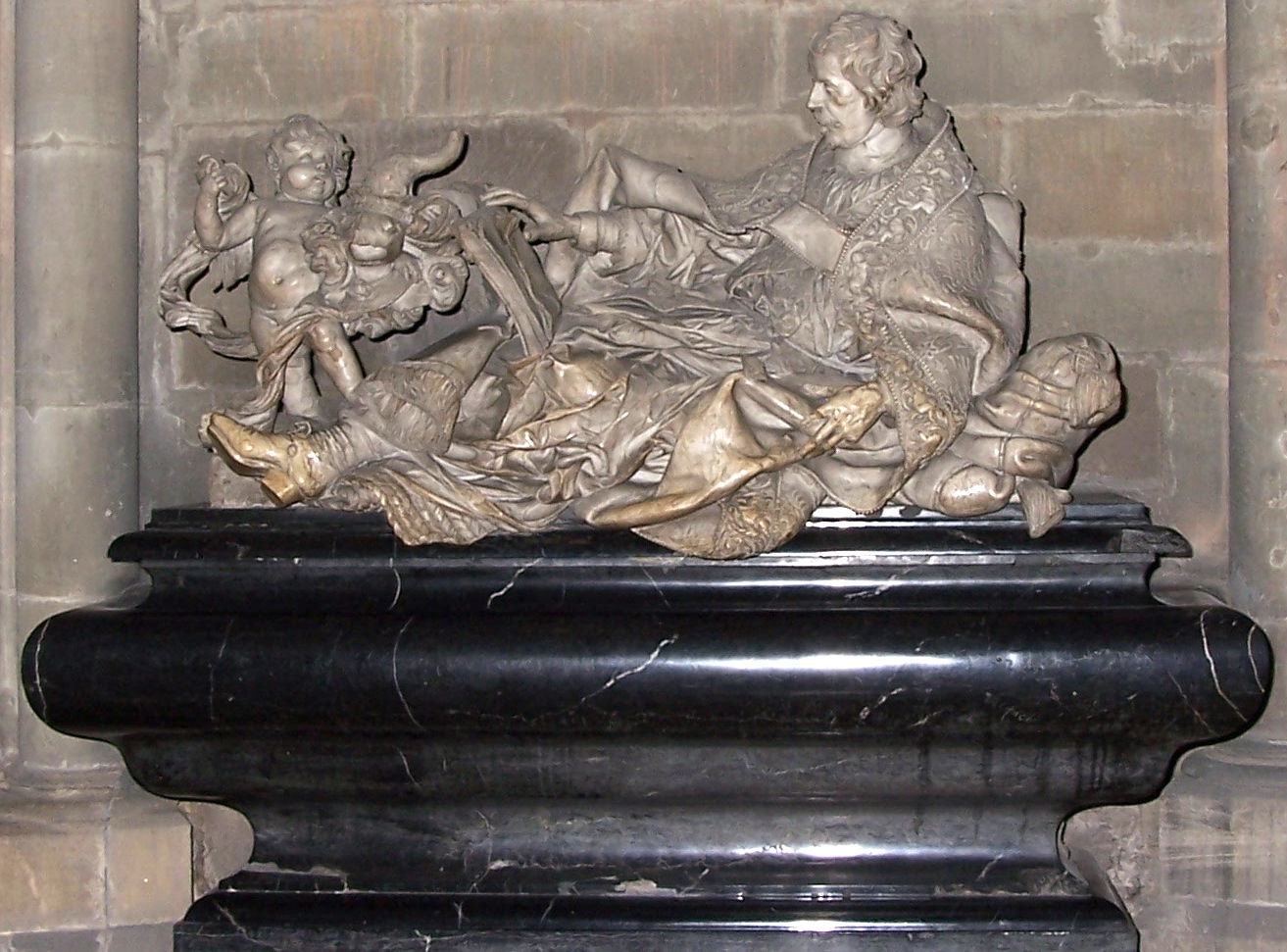
Grabmal des Karl von Metternich von Mathias Rauchmiller
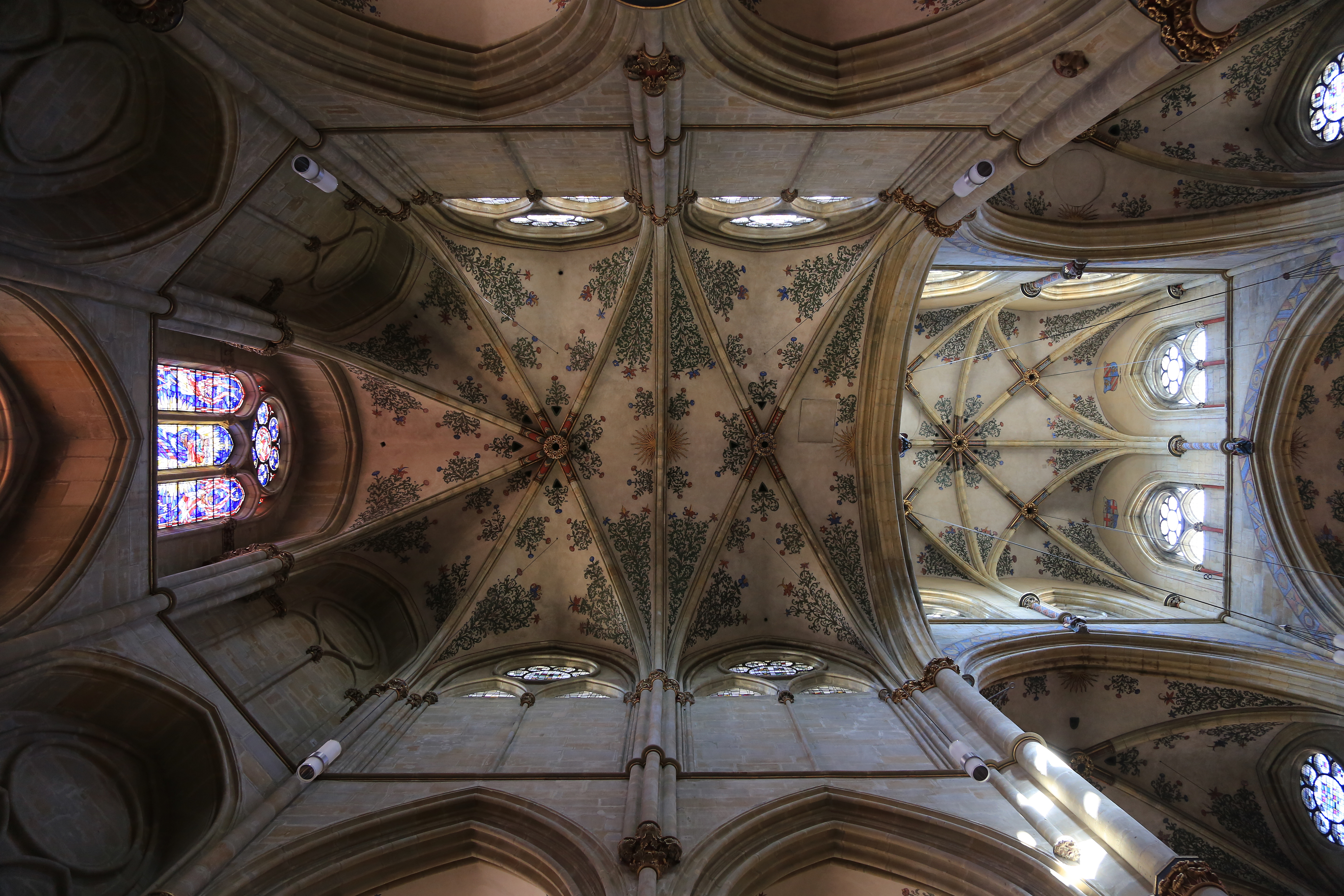
Decke
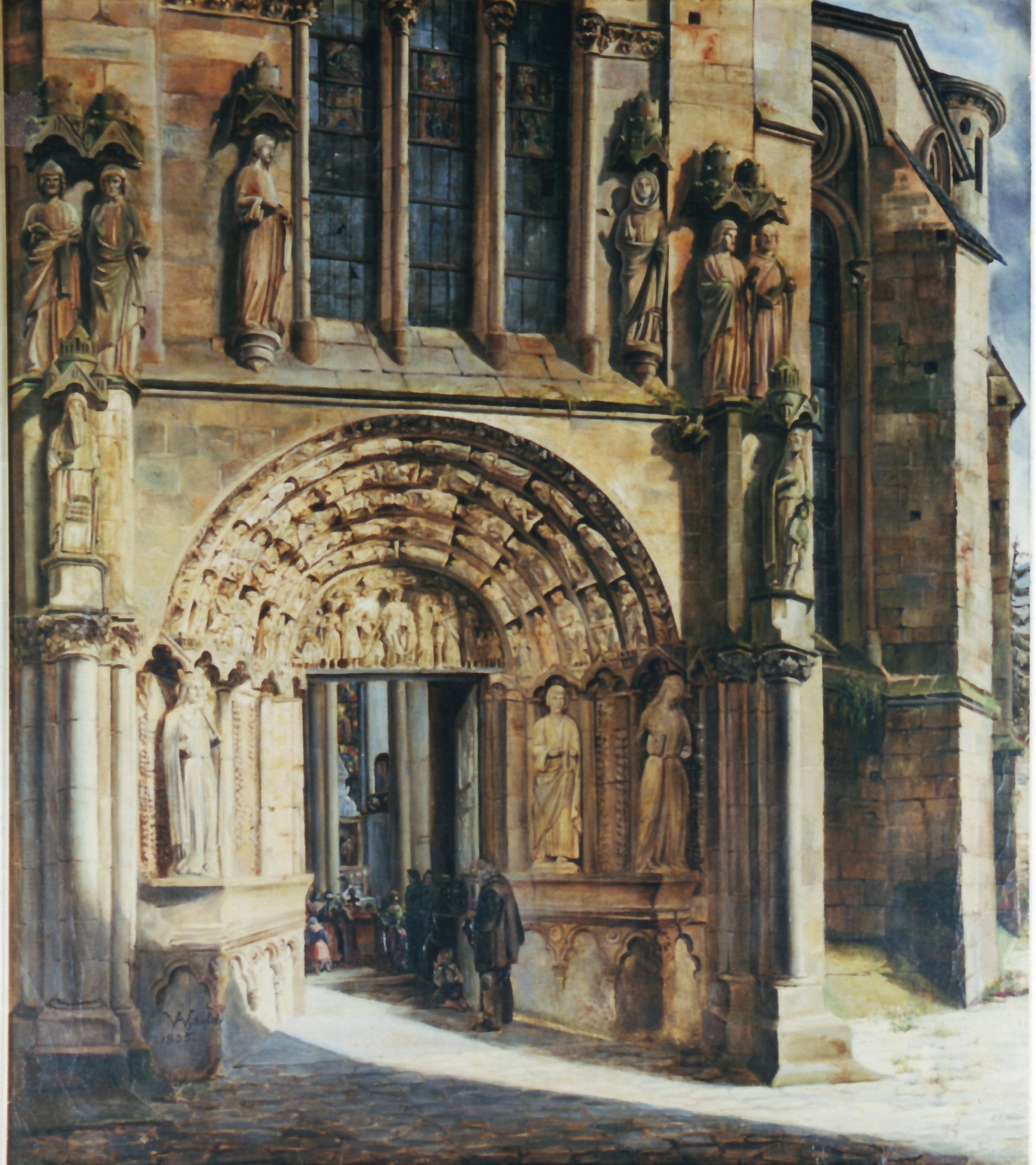
Hauptportal (Wyttenbach, 1835)
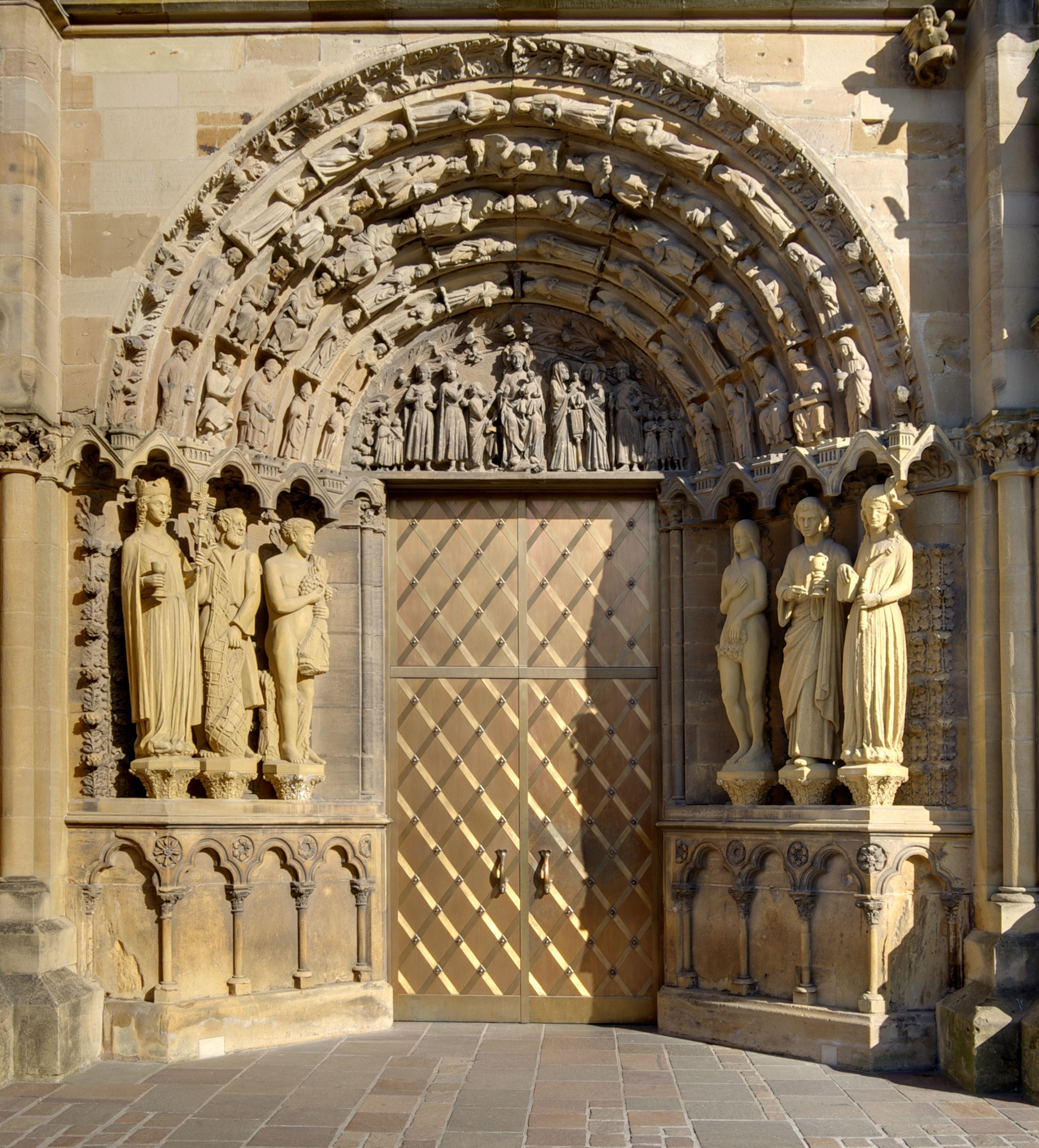
Portal nach der Restaurierung von 1991/1992
Innenansicht 2011
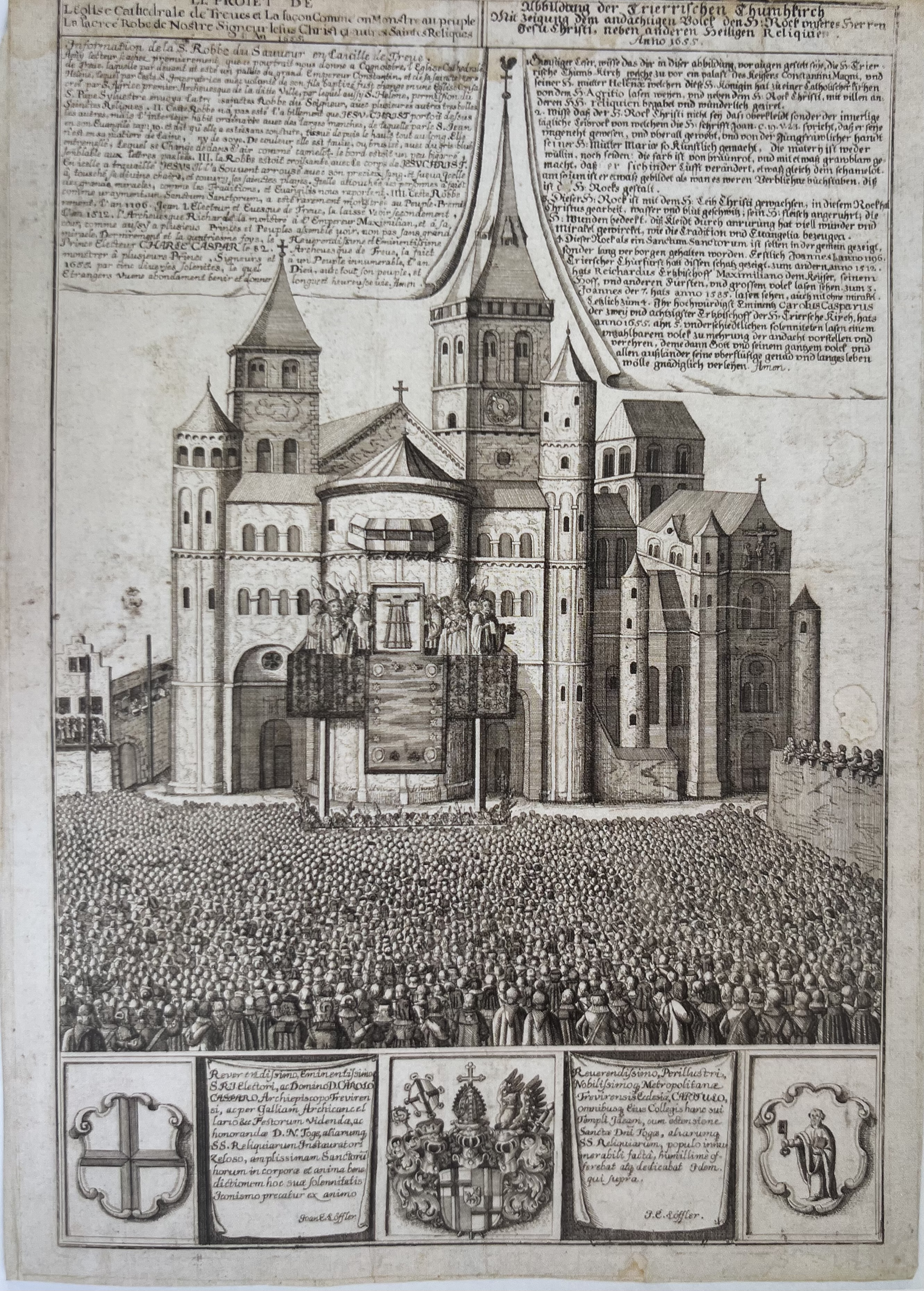
Flugblatt aus dem 17. Jahrhundert; Fenster romanisch